# Discografia dei Gym Class Heroes
Questa che segue è la discografia dei Gym Class Heroes.

## Album

### Studio
| Data             | Titolo                      | Etichetta                  | Posizione Billboard | Certificazione RIAA |
| ---------------- | --------------------------- | -------------------------- | ------------------- | ------------------- |
| 23 dicembre 2001 | ... For the Kids            | Etichetta indipendente     | -                   | -                   |
| 22 febbraio 2005 | The Papercut Chronicles     | Fueled by Ramen/Decaydance | -                   | -                   |
| 25 luglio 2006   | As Cruel as School Children | Fueled by Ramen/Decaydance | #35                 | Oro                 |
| 9 settembre 2008 | The Quilt                   | Fueled by Ramen/Decaydance | #14                 | TBA                 |

## Singoli
| Titolo                           | Album                       | Posizione in classifica | Posizione in classifica | Posizione in classifica | Posizione in classifica  | Posizione in classifica   | Anno |
| Titolo                           | Album                       | Billboard Hot 100       | Pop 100                 | UK Singles Chart        | Australian Singles Chart | New Zealand Singles Chart | Anno |
| "Taxi Driver"                    | The Papercut Chronicles     | -                       | -                       | -                       | -                        | -                         | 2005 |
| "Papercuts"                      | The Papercut Chronicles     | -                       | -                       | -                       | -                        | -                         | 2005 |
| "Cupid's Chokehold"              | The Papercut Chronicles     | -                       | -                       | -                       | -                        | -                         | 2005 |
| "The Queen and I"                | As Cruel as School Children | -                       | #42                     | -                       | -                        | -                         | 2006 |
| "New Friend Request"             | As Cruel as School Children | -                       | -                       | -                       | -                        | -                         | 2006 |
| "Cupid's Chokehold" (Re-release) | As Cruel as School Children | #4                      | #4                      | #3                      | #14                      | #16                       | 2006 |
| "Shoot Down the Stars"           | As Cruel as School Children | -                       | -                       | -                       | -                        | -                         | 2007 |
| "Clothes Off!!"                  | As Cruel as School Children | #42                     | #35                     | #5                      | #12                      | #13                       | 2007 |
| "Peace Sign / Index Down"        | The Quilt                   | -                       | -                       | -                       | -                        | -                         | 2008 |
| "Cookie Jar"                     | The Quilt                   | #59                     | #71                     | #6                      | -                        | -                         | 2008 |

### Apparizioni in compilation
| Anno | Titolo                            | Etichetta            | Altre informazioni                                      |
| ---- | --------------------------------- | -------------------- | ------------------------------------------------------- |
| 2005 | Warped Tour 2005 Tour Compilation | SideOneDummy Records | Compilation composta in occasione del Warped Tour 2005. |
| 2008 | Warped Tour 2008 Tour Compilation | SideOneDummy Records | Compilation composta in occasione del Warped Tour 2008. |